# Команда А (фільм)
«Команда А» (англ. «The A-Team») — американський художній фільм Джо Карнахана в жанрі бойовика, що був знятий за мотивами однойменного телесеріалу і вихід якого відбувся 11 червня 2010 року.

## Сюжет
Фільм є адаптованою версією серіалу 80-х років «Команда „А“». Героями серіалу був загін спецназівців, звинувачений у злочинах, яких вони не здійснювали. Втікши від правосуддя, військові злочинці осіли в Лос-Анджелесі, утворили команду «А» і стали найманцями, що допомагають людям у біді.
Сюжет повнометражного фільму обертається навколо групи ветеранів війни в Перській затоці, яких також звинувачують у злочині, якого вони не скоювали. Вони вирішують відновити своє добре ім'я і знайти справжніх винуватців крадіжки.

## У фільмі знімались
- Ліам Нісон — полковник Джон «Ганнібал» Сміт
- Бредлі Купер — лейтенант Темплтон «Фейсмен» Пек
- Куінтон «Лютий» Джексон — сержант Б. А. Баракус
- Шарлто Коплі — капітан Х. М. Мердок
- Джессіка Біл — лейтенант Карісса Соса
- Патрік Вілсон — Лінч
- Омарі Хардуік — Чоп Шоп Джей
- Маурі Стерлінг — Гаммонс
- Сі Ернст Харт — Гілберт
- Брайан Блум — Пайк
- Джеральд Макрон — генерал Моррісон
- Джо Карнаган — "Оператор"

Ролі дублювали: Одег Лепенець, Юлія Перенчук, Дмитро Завадський, Микола Боклан, Михайло Тишин, Михайло Жонін, Юрій Кудрявець, Сергій Солопай та інші.

## Створення фільму
Фільм був у стадії опрацювання з середини 1990-х років, пройшовши через безліч сценаристів і сюжетних ідей; створення його також неодноразово призупинялося. Продюсер Стівен Кеннелл сподівався оновити обстановку фільму з можливим використанням Війни в затоці як частини передісторії. Спочатку на посаду режисера був призначений Джон Сінглтон, але в жовтні 2008 року він покинув проєкт. Коли Сінглтон ще брав участь у проєкті як режисер, на роль Б. А. Баракуса планувалося запросити Айса К'юба.
28 січня 2009 режисером фільму став Джо Карнахан, а Рідлі та Тоні Скотт стали його продюсерами.
У червні 2009 року журнал Variety повідомив про те, що Ліам Нісон вів переговори з компанією «20th Century Fox» з приводу виконання ним ролі Ганнібала Сміта, а Бредлі Купер розповів MTV News, що буде грати роль Темплтона Пека, і це після того, як він сам спочатку спростовував чутки про те, що він бере участь у проєкті, і наполягав, що не бачив ніякого сценарію.